# Deuxnouds-devant-Beauzée
Deuxnouds-devant-Beauzée is een plaats in het Franse departement Meuse in de gemeente Beausite. Deuxnouds-devant-Beauzée ligt aan de Deuxnouds, een zijriviertje van de Aire.
Op 1 januari 1973 fuseerde Deuxnouds-devant-Beauzée met Amblaincourt, Beauzée-sur-Aire en Seraucourt tot de gemeente Beausite.
Amblaincourt · Beauzée-sur-Aire · Deuxnouds-devant-Beauzée · Seraucourt